# Ernest Drobczyński
Ernest Drobczyński (ur. 25 marca 1892 w Ustroniu, zm. 29 marca 1965) – polski działacz spółdzielczy i związkowy na Śląsku Cieszyńskim, jeden z założycieli Spółdzielni Spożywców Ustroniu, członek Polskiego Czerwonego Krzyża, działacz PZPR.

## Życiorys
Należał do Chóru Czytelni Katolickiej pod kierunkiem księdza Feliksa Sołtysiaka. Pracownik wielu zakładów przemysłowych na terenie Śląska Cieszyńskiego i Żywiecczyzny:
- Zakłady Kuźnicze w Ustroniu (1905–1909),
- Coaksanstalt Karwin w Karwinie (1909),
- J. Staszko Maschinen- und Betonfabrik Skotschau w Skoczowie (1909),
- Huta trzyniecka w Trzyńcu (1909-1911),
- Erste Galizische Schrauben-, Nieten- und Mutterfabrik AG w Żywcu (1911),
- Albert Hahn Röhrenwalzwerk Oderberg-Bahnhof (1911-1912),
- Cementownia w Goleszowie' (1912-1914),
- Fabryka Brevillier Urban w Ustroniu (od 25 sierpnia 1914).

Jeden z pionierów polskiego ruchu spółdzielczego. W 1920 jeden z założycieli Spółdzielni Spożywców Ustroniu, największej spółdzielni spożywców w polskiej części Śląska Cieszyńskiego. Wybrany do pierwszego składu Rady Nadzorczej spółdzielni. W 1930 wziął udział w wycieczce spółdzielców z Ustronia i Cieszyna na Czantorię.
W chwili wybuchu II wojny światowej wysłany do zakładów państwowych PZJ w Warszawie. Po powrocie 10 listopada 1939 przez 10 miesięcy pozostawał bez środków do życia. Od czerwca 1940 zatrudniony jako brygadzista w warsztatach mechanicznych, potem jako mistrz narzędziowy.
Wraz z żoną zmuszony do podpisania Deutsche Volksliste III grupy. Uniknął przymusowego wcielenia do Wehrmachtu.
Nagradzany za wieloletni staż pracy w Kuźni i Spółdzielni. W 1961 w 40. rocznicę istnienia spółdzielni wziął udział w spotkaniu członków i pracowników z 40-letnim stażem członkowskim. Należał do PZPR.
Zmarł 29 marca 1965. Został pochowany w Ustroniu.